# Ophiopogon ogisui
Ophiopogon ogisui är en sparrisväxtart som beskrevs av Minoru N. Tamura och Jie Mei Xu. Ophiopogon ogisui ingår i släktet Ophiopogon och familjen sparrisväxter. Inga underarter finns listade i Catalogue of Life.